# Cappella di San Grato
La cappella di San Grato di Canischio, in provincia di Torino, si trova in località Rua di Sotto.

## Descrizione
Architettonicamente molto semplice, si presenta con una facciata dotata di un piccolo portico, sorretto da colonne.
Nell'interno, sul fondo dell'abside e sulle pareti che si raccordano direttamente alla volta a botte (caratteristica preromanica), si svolge un ciclo di affreschi tardo quattrocenteschi, noto come opera del "Maestro di Canischio"
L'affresco più importante si trova sulla parete absidale ed è una Pietà con una Maria Madre in gramaglie e raccolto sulle ginocchia il Cristo morto.
È dominante la figura della Vergine, con una smorfia di dolore sul volto e le braccia aperte: sulle sue ginocchia giace il corpo irrigidito del Cristo che spicca lugubremente sulle vesti scure della Madre che pare volerlo rinchiudere in un ultimo gesto protettivo. Il volto della Vergine, incorniciato dal cappuccio, è stravolto dallo sconforto e rigato di lacrime; anche nel Figlio morto l'artista esprime tutte le sue capacità veriste, memore del messaggio jaqueriano.
È una Pietà iconograficamente ricorrente nell'intera Europa tra la metà e la fine del Quattrocento. Presenta evidenti influssi della scuola jaqueriana, ma il corpo del Cristo venne anchilosato più per gusto, tipico dello scorcio del secolo, che per esigenze reali di spazio. Comunque le espressioni dei volti dei due protagonisti sono rimarchevoli per quelle caratterizzazioni violente che sembrano più necessarie quando il livello dell'arte non è eccelso" (Augusto Cavallari Murat)
Sulle pareti sono raffigurati i Santi Rocco, Antonio, Bernardo di Mentone e Grato. Qui risulta più formale il modo di comporre le figure dei Santi inquadrate da edicole con archi a tutto sesto che formano come delle nicchie. Prevale l'intento decorativo: i volti sono atteggiati a grande serenità e vi è molta cura nelle vesti minutamente indagate nei particolari decorativi. Occorre notare soprattutto i due Santi sulla sinistra, San Bernardo da Mentone e San Grato.
Il culto di San Bernardo da Mentone è assai diffuso proprio in questa zona con numerose cappelle a lui dedicate anche in alta quota; era ritenuto il santo che aveva cacciato i demoni dalle Alpi e la sua iconografia raffigura sempre un diavolo incatenato alla sua stola.
Anche il culto di San Grato, vescovo ausiliare di Aosta nel 776, era assai popolare in Alto Canavese: i leggendari medioevali raccontano di come avesse ritrovato il capo mozzo di San Giovanni Battista, ma soprattutto di come avesse il "potere" di comandare agli elementi, allontanando la grandine, virtù questa assai considerata nel mondo contadino dell'epoca.